# Guido Carlesi

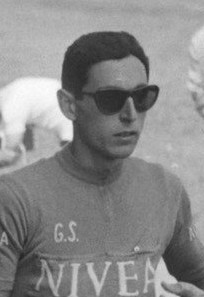
Guido Carlesi (1956)

Guido Carlesi (* 7. November 1936 in Vicarello di Collesalvetti (Collesalvetti); † 2. Oktober 2024 in Pisa) war ein italienischer Radrennfahrer.

## Sportliche Laufbahn
Mit der Coppa Cremonini gewann er 1955 als Amateur ein bedeutenderes italienisches Eintagesrennen.
Carlesi war von 1956 bis 1966 Berufsfahrer. Während seiner Karriere gelang es ihm, in allen drei Rundfahrten der Grand Tours Etappen zu gewinnen. In seinem ersten Jahr als Profi 1956 gewann er den Giro delle Alpi Apuane und wurde hinter Rik Van Looy Zweiter der Holland-Rundfahrt. 1957 konnte er mit einem Etappensieg in der Tour de Romandie einen ersten Erfolg in einem renommierten internationalen Rennen erzielen. In der folgenden Saison 1958 kamen Etappensiege im Giro d’Italia und in der Vuelta a España dazu. Den Giro della Provincia di Reggio Calabria gewann er 1960 vor Gastone Nencini.
Gleich zwei Etappensiege brachte ihm die Teilnahme an der Tour de France 1961, dazu wurde er hinter Jacques Anquetil Zweiter der Gesamtwertung. 1962 setzte er seine Erfolgsserie mit zwei Tageserfolgen beim Giro und im Giro di Toscana sowie einigen weiteren Rennen fort. 1963 gewann er erneut zwei Etappen im Giro, dazu kam der Erfolg im Rennen Gran Premio Cemab. In seinem vorletzten Profijahr 1965 gewann er zwei Etappen der Tour de Suisse und nochmal zwei Etappen im Giro. Seine enorme Sprintfähigkeit brachte ihm in seiner Laufbahn diverse Siege in Kriterien, bei Etappen von Rundfahrten und in kleineren Rennen ein. Er konnte am Ende seiner Laufbahn 38 Siege verbuchen.
In der Bilanz seiner neun Teilnahmen am Giro d’Italia konnte er sich fünfmal unter besten zehn Fahrern des Gesamtklassements platzieren. Er fuhr alle Rundfahrten bis ins Ziel, sein bestes Gesamtresultat wurde der 5. Platz im Giro 1961. Neben seinem zweiten Platz 1961 fuhr er die Tour de France noch dreimal. 1962 wurde er 19., 1964 und 1966 schied er aus. 1958 schied er bei seiner einzigen Teilnahme an der Vuelta a España aus.
An den UCI-Straßen-Weltmeisterschaften nahm er dreimal teil. 1960 und 1961 schied er aus, 1962 wurde er beim Sieg von Jean Stablinski 32.